# Zé Eduardo (voleibolista)
 José Eduardo Gattás Bara (Juiz de Fora, 6 de janeiro de 1961) é um ex-voleibolista indoor brasileiro  que atuava nas posições de Ponta e Central, com marca de alcance de 2,53m no bloqueio,  e foi semifinalista na edição do Campeonato Mundial de 1986 na França. Em clubes conquistou o bicampeonato  no Campeonato Sul-Americano de Clubes nos anos de 1984 e 1985, sediados no Peru e Paraguai, respectivamente, além de obter a medalha de prata na edição de 1986.Atualmente é treinador e comentarista esportivo.

## Carreira
Como profissional chegou atuar pelo   Atlético Mineiro, sagrando-se tetracampeão consecutivamente do Campeonato Mineiro de 1980 a 1983, além do tricampeonato do Campeonato Mineiro Metropolitano.
Foi contratado pelo Minas Tênis Clube em 1984 e conquistou o título do Campeonato Mineiro de 1984 , obtendo também o inédito título do Campeonato Brasileiro de 1984, quando vestia a camisa#4 e tinha como técnico Young Wan Sohn , a jornada ainda foi coroada com a conquista da  inédita medalha de ouro na edição do Campeonato Sul-Americano de Clubes de 1984 em Lima no Peru.
Na temporada anterior foi apontado pelo técnico Bebeto de Freitas com um dos destaques  da competição nacional.Em mais uma jornada pelo Fiat/Minas, ele conquistou mais um título do Campeonato Mineiro de 1985 e o bicampeonato no Campeonato Brasileiro de 1985  , além  da conquista do bicampeonato no Campeonato Sul-Americano de Clubes de 1985 em Assunção , no Paraguai ocorreu de forma invicta .
Ainda em 1985 foi convocado para Seleção Brasileira pelo técnico José Carlos Brunoro e participou dos treinamentos em preparação para a edição da Copa do Mundo de 1985 no Japão, e participou dos amistosos realizados em João Pessoa, Fortaleza, Teresina, São Luís e Belém, mas por critério técnico foi cortado do grupo antes da competição.
Na jornada esportiva de 1986 atuando pelo Fiat/Minas conquistou o tricampeonato consecutivo do Campeonato Brasileiro.No Campeonato Sul-Americano de Clubes de 1986 realizado em Santiago, no Chile, conquistou a medalha de prata> .
Voltou a ser convocado para a Seleção Brasileira e foi medalha de bronze no Torneio Internacional de Birmingham na Inglaterra e foi relacionado para representar a seleção na décima primeira edição do Campeonato Mundial de 1986, realizado em Paris, na França, ocasião que vestiu a camisa#1 e finalizou na quarta colocação.Neste mesmo ano disputou a edição dos Jogos da Boa Vontade (Goodwill Games).
Na temporada de 1987 deixa o Fiat/Minas pelo clube catarinense   Sadia/Concórdiaparticipando da conquista do título do Campeonato Catarinense e dos Jogos Abertos de Santa Catarina; e no mesmo ano foi vice-campeão da Copa Brasil  e  bronze na edição do Campeonato Brasileiro.
Após encerrar a carreira com a atleta passou a trilhar a carreira de treinador das categorias de base e na temporada 2011-12 fez parte da Comissão Técnica do elenco adulto do  UFJF   na correspondente Superliga Brasileira A Masculina.Na temporada 1988-89 atuou pelo Fiat/Minas na conquista do vice-campeonato da correspondente Liga Nacional.
Em 2013 atuava como Instrutor de Atividades Esportivas do SESI-JF e neste mesmo clube foi o técnico das equipes feminina e masculina na etapa regional dos 3° Jogos SESI Atleta do Futuro em 2014, conquistando o título nas duas variantes na categoria E3 (nascidos entre 1997 e 1999),  e na variante feminina foi vice-campeão na categoria E2 (nascidas em 2000 e 2001).Na edição dos 3° Jogos SESI Atletas do Futuro, treinou sua  filha Alice Borges, levantadora da equipe Sub-17 que conquistou o título.Também atua como comentarista do Programa Toque de Bola em Juiz de Fora, onde reside atualmente.

## Títulos e resultados
- Campeonato Mundial:1986[24]
- Torneio Internacional de Birmingham:1986[21]
- Campeonato Brasileiro: 1984[5],1985[8] e 1986[8]
- Liga Nacional:1988-89 [30]
- Campeonato Brasileiro: 1987[28]
- Copa Brasil: 1987[28]
- Jogos Abertos de Santa Catarina: 1987[28]
- Campeonato Catarinense:1987[27]
- Campeonato Mineiro: 1980[3],1981[3],1982[3],1983[3],1984 e 1985
- Campeonato Metropolitano: 1980[3], 1981[3], 1982[3] e  1983[3]

## Premiações individuais
[carece de fontes?]